# Palais Piacentini (via Veneto)
Le palais Piacentini est un bâtiment de Rome, situé au 33 via Veneto. Il a été construit entre 1928 et 1932 par Marcello Piacentini et Giuseppe Vaccaro comme siège du ministère des Corporations,  et il abrite aujourd'hui les bureaux du ministère du Développement économique.

## Histoire et description
Le terrain sur lequel se trouve le bâtiment était à l'origine occupé par le couvent et le jardin de l'ordre des frères mineurs capucins de l'église de Santa Maria della Concezione. Initialement conçu comme le siège de la Confédération nationale des corporations syndicales, il a été en fait destiné au nouveau ministère des Corporations, à la suite d'accords conclus entre le ministre Giuseppe Bottai et l'architecte Marcello Piacentini,. Le bâtiment est typique des années 1930, sobre et austère. 
Il n'est pas à confondre avec le palais de la via Arenula, siège du ministère de la Justice, qui a été construit dans un tardif style néo-Renaissance par Pio Piacentini entre 1913 et 1920.